# Coppa Italia 2015-2016 (pallavolo femminile)
La Coppa Italia 2015-2016 si è svolta dal 17 febbraio al 20 marzo 2016: al torneo hanno partecipato otto squadre di club italiane e la vittoria finale è andata per la sesta volta al Bergamo.

## Regolamento
Le squadre hanno disputato quarti di finale, semifinali e finale.

## Squadre partecipanti
| Squadra         | Qualificazione                          | Ultima partecipazione |
| --------------- | --------------------------------------- | --------------------- |
| Bergamo         | 6ª al girone di andata Serie A1 2015-16 | Coppa Italia 2014-15  |
| Casalmaggiore   | 2ª al girone di andata Serie A1 2015-16 | Coppa Italia 2014-15  |
| Imoco           | 1ª al girone di andata Serie A1 2015-16 | Coppa Italia 2014-15  |
| Flero           | 8ª al girone di andata Serie A1 2015-16 | Coppa Italia 2014-15  |
| LJ              | 5ª al girone di andata Serie A1 2015-16 | Coppa Italia 2014-15  |
| AGIL            | 3ª al girone di andata Serie A1 2015-16 | Coppa Italia 2014-15  |
| River           | 4ª al girone di andata Serie A1 2015-16 | Coppa Italia 2014-15  |
| Savino Del Bene | 7ª al girone di andata Serie A1 2015-16 | Debutto               |

## Torneo

### Tabellone
|  | Quarti | Quarti          | Quarti |  |   | Semifinali    | Semifinali | Semifinali |  |   | Finale | Finale  | Finale |
|  |        |                 |        |  |   |               |            |            |  |   |        |         |        |
|  | 1      | Imoco           | 2      |  |   |               |            |            |  |   |        |         |        |
|  | 1      | Imoco           | 2      |  |   |               |            |            |  |   |        |         |        |
|  | 8      | Flero           | 3      |  |   |               |            |            |  |   |        |         |        |
|  | 8      | Flero           | 3      |  | 8 | Flero         | 1          |            |  |   |        |         |        |
|  |        |                 |        |  | 8 | Flero         | 1          |            |  |   |        |         |        |
|  |        |                 |        |  |   | 4             | River      | 3          |  |   |        |         |        |
|  | 4      | River           | 3      |  |   | 4             | River      | 3          |  |   |        |         |        |
|  | 4      | River           | 3      |  |   |               |            |            |  |   |        |         |        |
|  | 5      | LJ              | 0      |  |   |               |            |            |  |   |        |         |        |
|  | 5      | LJ              | 0      |  |   |               |            |            |  | 4 | River  | 0       |        |
|  |        |                 |        |  |   |               |            |            |  | 4 | River  | 0       |        |
|  |        |                 |        |  |   |               |            |            |  |   | 6      | Bergamo | 3      |
|  | 2      | Casalmaggiore   | 3      |  |   |               |            |            |  |   | 6      | Bergamo | 3      |
|  | 2      | Casalmaggiore   | 3      |  |   |               |            |            |  |   |        |         |        |
|  | 7      | Savino Del Bene | 1      |  |   |               |            |            |  |   |        |         |        |
|  | 7      | Savino Del Bene | 1      |  | 2 | Casalmaggiore | 2          |            |  |   |        |         |        |
|  |        |                 |        |  | 2 | Casalmaggiore | 2          |            |  |   |        |         |        |
|  |        |                 |        |  |   | 6             | Bergamo    | 3          |  |   |        |         |        |
|  | 3      | AGIL            | 0      |  |   | 6             | Bergamo    | 3          |  |   |        |         |        |
|  | 3      | AGIL            | 0      |  |   |               |            |            |  |   |        |         |        |
|  | 6      | Bergamo         | 3      |  |   |               |            |            |  |   |        |         |        |
|  | 6      | Bergamo         | 3      |  |   |               |            |            |  |   |        |         |        |

### Risultati

#### Quarti di finale
| 17 febbraio 2016 PalaVerde, Villorba Durata: 2h:03 - Spettatori: 2 523 | Imoco         | 2 - 3 | Flero           | 17-25, 15-25, 25-18, 25-21, 19-21 |
| 17 febbraio 2016 PalaBanca, Piacenza Durata: 1h:16 - Spettatori: 2 154 | River         | 3 - 0 | LJ              | 25-16, 25-16, 25-22               |
| 17 febbraio 2016 PalaRadi, Cremona Durata: 1h:43 - Spettatori: 2 000   | Casalmaggiore | 3 - 1 | Savino Del Bene | 25-18, 18-25, 25-22, 25-19        |
| 17 febbraio 2016 PalaTerdoppio, Novara Durata: 1h:14 - Spettatori: ?   | AGIL          | 0 - 3 | Bergamo         | 18-25, 21-25, 18-25               |

#### Semifinali
| 19 marzo 2016 PalaDeAndré, Ravenna Durata: 1h:53 - Spettatori: 3 312 | Flero         | 1 - 3 | River   | 27-29, 21-25, 25-23, 15-25        |
| 19 marzo 2016 PalaDeAndré, Ravenna Durata: 2h:04 - Spettatori: 3 300 | Casalmaggiore | 2 - 3 | Bergamo | 25-19, 25-11, 22-25, 22-25, 13-15 |

#### Finale
| 20 marzo 2016 PalaDeAndré, Ravenna Durata: 1h:32 - Spettatori: 3 500 | River | 0 - 3 | Bergamo | 23-25, 25-27, 17-25 |